# Турчак, Ольга Геннадьевна
Ольга Геннадьевна Турчак (род. 5 марта 1967 года, Алма-Ата) — советская, казахстанская легкоатлетка (прыжки в высоту).

## Биография
Спортом занимается с 8 лет. Тренировалась у Клавдии Сергеевны Панкратовой. 
Ольга Турчак является рекордсменом Казахстана по прыжкам в высоту. Результат 2,01 м, показанный в 1986 году на Играх Доброй Воли, до сих пор является не побитым. Также ей установлены юниорский и молодёжный рекорды мира. Юниорский рекорд, поставленный в 1984 году в Донецке составляет 1,96 м. А прыжок на 2,01 м, является и рекордом для молодёжи до 21 года.
В 1984 и 1986 году была чемпионом СССР. Чемпионка мира среди юниоров 1985 года.
На Олимпиаде 1988 года в Сеуле Ольга показала результат 1,96 м, но осталась за бортом медалистов с 4-м местом.
А на Олимпиаде 1992 года в Барселоне Ольга смогла прыгнуть лишь на 1,83 м, что позволило ей занять лишь 13-е место.
По окончании карьеры в 1993 году выехала в Москву.
В период середины и конца 90-х годов работала в Москве тренером по силовой подготовке в атлетической лаборатории у специалиста, эксперта по специальной силовой подготовке Сослана Варзиева.

## Персональные рекорды
- На открытом воздухе - 2,01 - Москва  (07.07.1986)